# Ármannsfell (berg i Island, Suðurland)
Ármannsfell är ett berg i republiken Island. Det ligger i regionen Suðurland, 50 km nordost om huvudstaden Reykjavík. Toppen på Ármannsfell är 764 meter över havet.
Trakten runt Ármannsfell är nära nog obefolkad, med mindre än två invånare per kvadratkilometer. Närmaste större samhälle är Laugarvatn, omkring 19 kilometer sydost om Ármannsfell. Trakten runt Ármannsfell består i huvudsak av gräsmarker.